# نبرد نخست خارکوف
نبرد نخست خارکوف نبردی در طی جنگ جهانی دوم بود که در تاریخ ۲۰ تا ۲۴ اکتبر سال ۱۹۴۱ میان ورماخت و ارتش سرخ بر سر شهر خارکوف رخ داد و در نهایت با پیروزی ورماخت و شکست نسبتاً سنگین ارتش سرخ به پایان رسید.
در این نبرد که در مرحله نهایی عملیات بارباروسا صورت پذیرفت، ارتش ششم از گروه ارتش جنوب ورماخت مأموریت داشت با تصرف خارکوف، شکاف ایجاد شده بین این ارتش و ارتش هفدهم را پر کند. از این رو، نیروی‌های آلمانی در ۲۰ اکتبر سال ۱۹۴۱ خود را به حومه غربی شهر رساندند و نهایتاً چهار روز بعد کار تصرف شهر در ۲۴ اکتبر توسط لشکر پنجاه و هفتم پیاده‌نظام به پایان رسید. البته پیش از سیطره دشمن بر شهر، بیشتر ادوات صنعتی شهر یا به شرق منتقل گشته یا بلا استفاده شده بودند.

## اهمیت خارکوف

### خطوط راه‌آهن
در پاییز سال ۱۹۴۱ خارکوف یکی از مهم‌ترین نقاط راهبردی برای ترابری ریلی و هوایی شوروی به حساب می‌آمد. این شهر علاوه بر این که شمال اوکراین را به جنوب و شرق این جمهوری را به غرب آن متصل می‌کرد، محل اتصال بسیاری از مناطق مرکزی اتحاد شوری شامل کریمه، قفقاز، دنباس و دنیپر به یکدیگر نیز بود. تولیدات نظامی این کارخانجات همچنین شامل مهمات، خمپاره‌انداز، کشنده توپ، تسلیحات سبک و سایر تجهیزات می‌گردید.

### اهمیت نظامی
در آن زمان خارکوف یکی از بزرگترین مراکز صنعتی شوروی تلقی می‌شد. تانک تی-۳۴ که در آینده به پر تولیدترین تانک در سرتاسر جهان بدل و به شکل گسترده‌ای در ارتش سرخ به کاربرده شد، در کارخانه تراکتور خارکوف طراحی گردیده بود. این کارخانه را قدرتمندترین تولیدکننده تانک در شوروی دانسته‌اند. مراکز صنعتی دیگری همچون کارخانجات تولید توربین و هواپیما نیز در این شهر وجود داشت.
هدف اصلی آلمانی‌ها تصرف این خطوط آهن و کارخانجات بود. به همین جهت سعی داشتند در هنگام اجرای عملیات آسیب چندانی به آن‌ها وارد نشود. اهمیت این کارخانجات به قدری بالا بود که حتی شخص آدولف هیتلر، پیشوا آلمان چنین عنوان کرده بود که اگر مناطق جنوب شوروی از جمله خارکوف از سلطه آن‌ها خارج شود، با توجه به وابستگی به آن، اقتصاد روس‌ها از هم خواهد پاشید.

### جمعیت خارکوف
شهر خارکوف در جریان جنگ جهانی دوم یکی از پرجمعیت‌ترین شهرهای شوروی به حساب می‌آمد. جمعیت این شهر در ماه مه سال ۱۹۴۱ قریب به ۹۰۰ هزار نفر برآورد شده بود. این شمار با آغاز جنگ و انتقال ساکنین سایر شهرها به خارکوف، در سپتامبر همان سال به نزدیک ۱٫۵ میلیون نفر رسید. پس از آغاز درگیری‌ها و تحمل تلفات، جمعیت خارکوف به شدت کاهش یافت به گونه ای هنگام آزادسازی نهایی آن از اشغال آلمانی‌ها، در ماه اوت سال ۱۹۴۳ تنها ۱۸۰ تا ۱۹۰ هزار نفر در آن حضور داشتند.

## پیش از نبرد

### پیامد نبرد کیف
پس از نبرد کیف، گروه ارتش مرکز ورماخت دستور یافت نیروهای خود را جهت تهاجم به مسکو، پایتخت شوروی به کار گیرد. در نتیجه ارتش دوم زرهی با چرخش به جانب شمال، به سمت بریانسک و کورسک پیشروی کرد. در پی این مسئله گروه ارتش جنوب به خصوص ارتش ششم و هفدهم در مواضع پیشین نیروهای زرهی مستقر شدند. در همین هنگام با صدور دستور شماره ۳۵ پیشوا، ارتش یکم زرهی از گروه ارتش جنوب به جانب جنوب و شهر روستوف-اون-دون و میدان‌ها نفت قفقاز گسیل شد. درحالیکه ارتش یکم زرهی به دنبال محقق کردن فرامین محوله بود، وظیفه سازماندهی قریب به ۶۰۰ هزار اسیر ارتش سرخ که در نبرد کیف تسلیم نیروهای آلمانی شده بودند، برعهده ارتش ششم و هفدهم قرار گرفت. به همین سبب این دو ارتش سه هفته بعدی را صرف سازماندهی مجدد کردند.
استافکا، فرماندهی عالی شوروی برای ثبات بخشی به جبهه جنوبی، با کاستن از نیروی‌های جبهه مسکو، نیروی‌های کمکی به مناطق بین کورسک و روستوف اعزام نمود. جبهه جنوب شرقی ارتش سرخ که در نبرد کیف به‌طور کامل منهدم شده بودند، این بار با فرماندهی سیمون تیموشنکو بازسازی شد. ارتش‌های ششم، بیست و یکم، شی و ششم و چهلم این قوا تقریباً از ابتدا ایجاد گردیدند.

### پیشروی به سمت خارکوف
درحالیکه نبرد بر سر مسکو در حال پیگیری بود، آلمانی‌ها می‌بایست از جناحین خود محافظت می‌کردند. ششم اکتبر ارتش ششم ورماخت فرماندهی والتر فون رایشناو پیشروی خود را از طریق سومی و اوختیرکا به سمت بلگورود و خارکوف از سرگرفت. همان روز ارتش هفدهم تهاجم خود را از مسیر پولتاوا به سمت لوزووا و ایزیوم برای پوشش جناحین ارتش یکم زرهی آغاز کرد. ارتش ششم و سی و هشتم ارتش سرخ نتوانست در مقابل این تحرکات اقدام تدافعی مؤثری انجام دهند و هر دو واحد عقب رانده شدند. پیش از این و پیش از آغاز نبرد مسکو، ارتش سرخ شوروی متحمل شکست سختی در ویازما و بریانسک شده و هفتصد هزار نفر از نیروهای خود را از دست داده بود. نیروهای ذخیره باقیمانده نیز در دفاع از مسکو مورد نیاز بودند و نمی‌توانستند به جبهه جنوب غربی منتقل شوند. با توجه به عدم دریافت نیروی کمکی برای پوشش شکاف ایجاد شده، استافکا برای جلوگیری از انهدام کامل نیروی‌های جبهه جنوبی دستور به عقب‌نشینی به طرف ورونژ را صادر کرد.
با این حال که هدف اصلی نیروهای آلمانی پیش از رسیدن زمستان تصرف لنینگراد و مسکو و حرکت به سمت قفقاز بود، به هر حال دستیابی به خارکوف هدف ثانویه مهمی به‌شمار می‌آمد. اهمیت خارکوف علاوه بر محافظت از جناحین سرنیزه‌های موتوریزه (نیروهای خط شکن با سرعت زیاد)، طبق نظر ستاد عالی فرماندهی ارتش آلمان در مراکز صنعتی و زیرساخت‌های ریلی آن بود. تصرف این شهر ارتش سرخ را مجبور می‌ساخت به سمت ورونژ و استالینگراد پس بنشیند.
از هفته دوم اکتبر با فرارسیدن فصل بارندگی موسوم به راسپوتیتسا و گلی شدن تمامی راه‌ها و با توجه به مشکلات خط تدارکاتی بین دنیپر و خط مقدم حمله آلمانی‌ها موقتاً متوقف شد. با دستور هیتلر برخی منابع ارتش هفدهم به ارتش ششم منتقل شد. این امر موجب تضعیف ارتش هفدهم که وظیفه حمایت از جناحین ارتش یکم زرهی را داشت شد و ارتش یکم زرهی را مجبور ساخت برای جلوگیری از به محاصره درآمدن از روستوف عقب‌نشینی کند.
پس از هفدهم اکتبر و با کاهش دما و یخ زدن گل‌ها شرایط برای پیشروی آلمانی‌ها بهبود یافت اما پدیداری بوران و برف آلمانی‌هایی را که آمادگی مؤثری برای عملیات زمستانی نداشتند (چرا که می‌پنداشتند جنگ پیش از آغاز زمستان به پایان خواهد رسید)، با مشکل جدی مواجه کرد.

## نبرد اصلی

### آماده‌سازی برای تسلط بر شهر
وظیفه آغاز تهاجم به شهر خارکوف به سپاه پنجاه و پنجم ورماخت به فرماندهی سپهبد اروین ویروو سپرده شد. در این هنگام، این سپاه لشکر صد و یکم پیاده‌نظام سبک به فرماندهی سپهبد جوزف فون هایدرینگن، لشکر پنجاه و هفتم پیاده‌نظام به فرماندهی سرلشکر آنتون داستلر و لشکر صدم پیاده‌نظام سبک به فرماندهی سپهبد ورنر سانه را در اختیار داشت. لشکر هفدهم توپخانه نیز برای پشتیبانی از عملیات دو واحد توپخانه خود را به لشکر پنجاه و هفتم پیاده‌نظام ملحق کرده بود.
در جانب مدافعان شهر خارکوف لشکر دویست و شانزدهم تفنگدار که در نبرد کیف به کلی منهدم شده بود، به عنوان بخشی از ارتش سی و هشتم مجدداً ایجاد شده بود اما هیچ حمایتی از جانب سایر لشکرها یا واحدهای بالادستی دریافت نمی‌کرد چرا که ارتش سی و هشتم ارتش سرخ در موقعیت عقب‌نشینی بود و دفاع از خارکوف تنها تا زمان انتقال کامل تجهیزات صنعتی اهمیت داشت.

### نبرد در حومه غربی شهر (۲۰ تا ۲۳ اکتبر)
تا بیست و یکم ماه اکتبر لشکر صد و یکم پیاده‌نظام سبک ورماخت خود را به شش کیلومتری جانب غربی خارکوف رسانده بود. تیپ دویست و بیست و هشتم این لشکر طلایه داری این واحد را بر عهده داشت و گردان‌های اول و سوم این تیپ در مواضع تدافعی خط مقدم مستقر شده بودند و گردان سوم نیز نیروی ذخیره به حساب می‌آمد. بیست و دوم ماه اکتبر برای برآورد توان دشمن این تیپ فرمان انجام عملیات شناسایی را دریافت کرد. عصر همان روز این تیپ توسط گردانی از نیروهای طرف مقابل که از حمایت تانک‌ها برخوردار بودند مورد حمله قرار گرفت. این حمله با موفقیت دفع و دو تانک دشمن از کار افتاده شد. همان شب اطلاعات جمع‌آوری شده از عملیات شناسایی توسط پیغام رادیویی به مقر فرماندهی لشکر مخابره گشت.
لشکر دویست و شانزده تفنگدار ارتش سرخ در جانب غربی شهر مستقر شده و میدان‌ها مین، جایگاه‌های مسلسل و خمپاره انداز ایجاد نموده بود.
برای آغاز تهاجم گردان سوم در جناح راست تیپ با دو توپ، یک توپ ۸۸ میلی‌متری ضدهوایی، یک گروهان مهندسی و هنگ هشتاد و پنجم توپخانه تقویت شد. گردان دوم نیز همین نیروها را بدون توپ ضدهوایی دریافت کرد. در این زمان گردان اول در موقعیت ذخیره قرار گرفت. گردان اول تیپ سبک دویست و بیست و هشتم، می‌بایست از جناح چپ تیپ دویست و بیست و هشتم محافظت می‌کرد. در ابتدا قرار بود حمله در ظهر روز بیست و سوم آغاز شود اما عدم آمادگی توپخانه موجب به تعویق افتادن آن شد. همزمان گردان توپ‌های ضد تانک که در پشت جبهه در راه‌های گل آلود گیر کرده بود، نهایتاً خود را به شهر رساند و موظف شد هر یک از گردان‌های خط مقدم را به یک توپ ۳۷ میلی‌متری ضدتانک مجهز کند. توپخانه در ساعت چهار ده و بیست و پنج دقیقه آمادگی را لازم را کسب کرد و زمان آغاز حمله راس ساعت پانزده تعیین گردید.

### تهاجم به شهر
تخلیه تجهیزات صنعتی از شهر خارکوف تا بیستم اکتبر پیش از آن که آلمانی‌ها موفق به آغاز حمله بشوند، به اتمام رسیده بود. بدین منظور ۲۳۰ قطار تجهیزات ۷۰ کارخانه عمده را از منطقه خارج کردند. تصرف شهر در بیست و چهارم اکتبر توسط ارتش ششم ورماخت تکمیل گردید.